# EMD 710

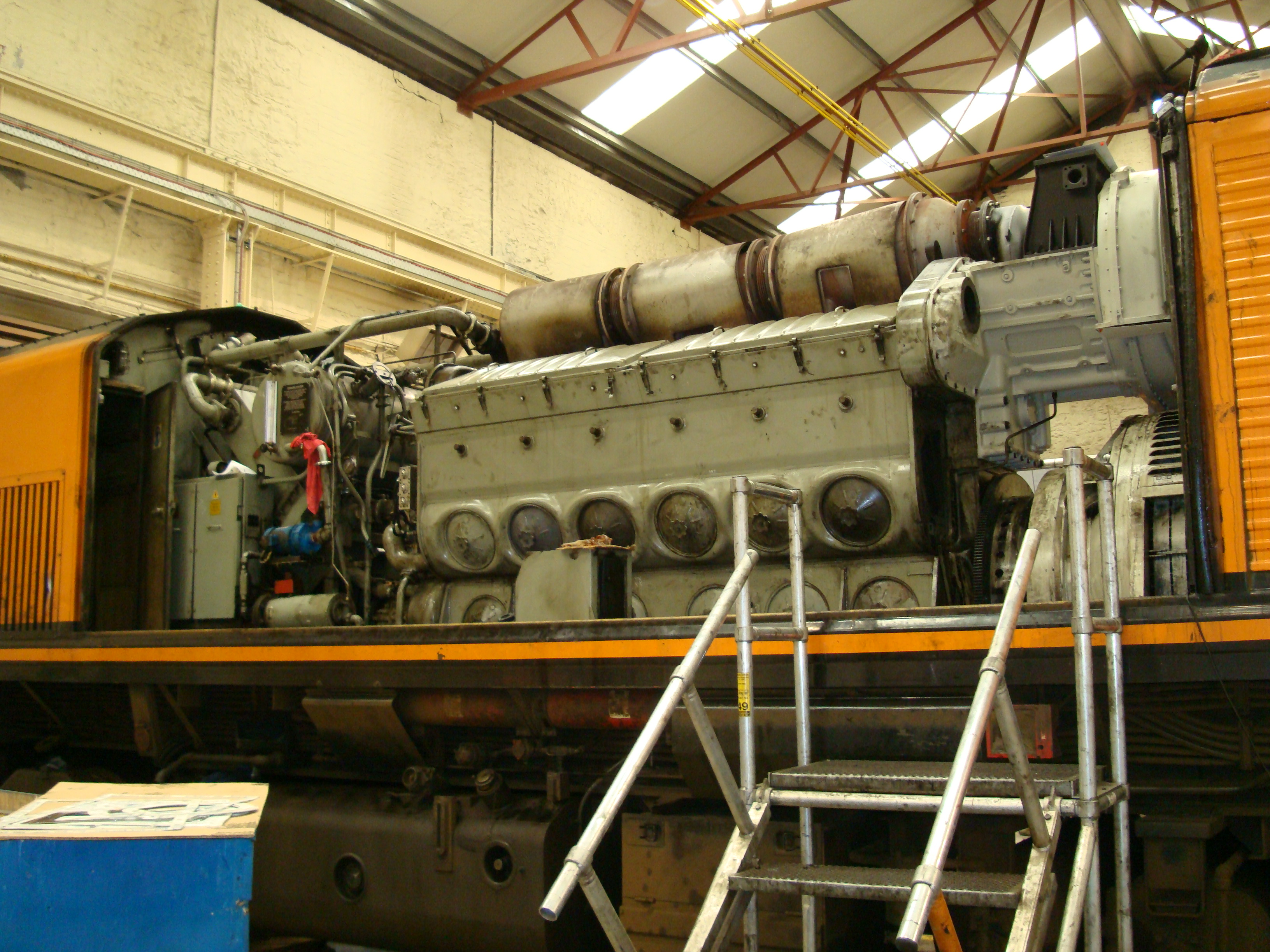
EMD 12-710G3B 엔진

EMD 710은 일렉트로 모티브 디젤(구 제너럴 모터스의 일렉트로 모티브 디비전)에서 제작한 디젤 엔진 라인이다. 710 시리즈는 최대 엔진 속도가 950rpm인 1980년대 초 50계 기관차에서 645F 시리즈가 신뢰할 수 없는 것으로 판명되자 이전 EMD 645 시리즈를 대체했다. EMD 710은 상대적으로 큰 중속 2기의 기관차이다. (실린더당 배기량이 710입방인치(11.6리터)이고 최대 엔진 속도가 900rpm인 행정 디젤 엔진을 갖춤)
1951년에 E. W. 케터링(찰스 케터링의 아들)은 ASME에 567 시리즈 일반 모터 기관차 엔진인 567 엔진의 역사와 개발이라는 제목의 논문을 썼다. 645 및 710에도 동일한 고려 사항이 적용된다. 이 엔진은 567C의 개발 버전으로 실린더 보어 증가(645) 및 스트로크 증가(710)를 적용하여 외부 크기나 무게를 변경하지 않고 더 큰 출력을 달성한다. 이를 통해 단위 부피당 마력과 단위 중량당 마력이 크게 향상되었다.
EMD는 출시 이후 지속적으로 710G 디젤 엔진을 업그레이드해 왔다. 출력은 1984년 16-710G3A의 3,800마력(2,800kW)에서 16-710G3C-T2의 4,500마력(3,400kW)(2012년 기준)으로 증가했지만, 현재 대부분의 사례는 4,300마력(3,200kW)이다.
710은 예외적으로 신뢰성이 입증되었지만 초기 645는 여전히 지원되고 대부분의 645 서비스 부품은 여전히 새로운 생산에 있다. 많은 645E 구동 GP40-2 및 SD40-2 기관차가 40년 동안 서비스를 받은 후에도 여전히 작동하고 있다. 이는 종종 710이 충족하고 결국 초과할 엔진 신뢰성에 대한 벤치마크 역할을 하며, 상당수의 비 SD40-2 기관차(예: SD40, SD45, SD40T-2 및 SD45T-2, 심지어 일부 SD50)은 회수된 기관차를 출발점으로 사용하여 신규 또는 재생산된 엔진 및 기타 하위 시스템을 사용하여 SD40-2와 동일하게 재구축되었다. 이러한 재구축 중 일부는 원래의 16기통 645 엔진 대신 새로운 12기통 710 엔진을 사용하여 3000마력의 공칭 정격을 유지하면서도 연료 소비량이 더 낮다.
특정 기관차 모델의 생산 기간 동안 업그레이드된 엔진 모델이 출시되면 장착되었다. 예를 들어, 1994년 초반에 제작된 SD70MAC에는 16-710G3B가 있는 반면, 2003년 후반에 제작된 SD70MAC에는 16-710G3C-T1이 있다.
엔진은 V8 엔진, V12 엔진, V16 엔진 및 V20 엔진 구성으로 제작되지만, 현재 대부분의 기관차 생산은 V16 엔진인 반면, 대부분의 해양 및 고정식 엔진 생산은 V20 엔진이다.

## 같이 보기
- EMD 567
- EMD 645